# Copa Sub-17 de la COSAFA 2022
La Copa Sub-17 de la COSAFA 2022 fue la 11.ª edición del Campeonato Sub-17 de la COSAFA, un torneo de fútbol organizado por el Consejo de Asociaciones de Fútbol de África Austral (COSAFA) en el que participaron equipos de África Austral para jugadores de 17 años o menos. Se disputó entre el 30 de noviembre y 10 de diciembre en Zambia.

## Participantes
| Equipo    | Participaciones | Mejor campaña              |
| --------- | --------------- | -------------------------- |
| Angola    | 11              | Campeón (2018, 2021)       |
| Malaui    | 11              | Campeón (2001)             |
| Namibia   | 11              | Campeón (2016)             |
| Sudáfrica | 11              | Campeón (1994, 2002, 2020) |
| Zambia    | 11              | Campeón (2017, 2019)       |
| Zimbabue  | 11              | Campeón (2007)             |